# Kalmički budistički hram u Beogradu
Kalmički budistički hram, poznat i kao Kalmički dom, bilo je zdanje kalmičkog naroda koje je postojalo u Beogradu između 1929. i 1940. godine. Smatra se jednim od prvih budističkim hramova u Europi, poslije budističkog hrama u Sankt Peterburgu, podignutog 1909. – 1915.

## Povijest
Previranja u svijetu u prvoj polovini 20. stoljeća dovela su do raseljavanja preseljenja čitavih etničkih skupina. Tako se između 1920. i 1944. godine u Beogradu našao veliki broj Kalmika. Prvi Kalmici izbjeglice su stigli u Srbiju početkom travnja 1920. godine i bilo ih je nekoliko desetina. Druga, i daleko najbrojnija kalmička grupacija (oko 300 izbjeglica) prispjela je u Srbiju krajem 1920. godine. U cijelom tom razdoblju od 1920. do kraja 1923. godine u Srbiju je stiglo ukupno 450 – 500 Kalmika. Glavnina kalmičkih izbjeglica (300 – 400) nastanila se u Beogradu, osnivajući tako najveću kamičku koloniju u Europi. U Beogradu su se većinom nastanili u prigradskom selu Mali Mokri Lug. U početku su izazivali opću radoznalost, i stanovnici Malog Mokrog Luga su ih nazvali Kinezi. 
Sa kalmičkim izbjeglicama u Srbiju je stiglo i nekoliko njihovih svećenika. Najstariji po godinama i svećeničkom činu bio je bakša Gavi Džimba (Mančuda) Borinov. Svoju prvu bogomolju u Beogradu Kalmici su uspostavili u rujnu 1923. godine u dvije iznajmljene sobe u ulici Vojislava Ilića br. 47 (ta kuća i danas postoji). U tim prostorijama hram se nalazio do kraja 1925. godine kada je premješten u Metohijsku ulicu br. 51. travnja 1928. godine osnivajući Kalmičku koloniju. Za predsjednika je izabran bivši pukovnih ruske vojske Abuša Aleksejev, koji će zajedno s budističkim starješinom bakšom Mančuda Borinovim pokrenuti akciju za izgradnju budističkog hrama u Beogradu. Na zemljištu koje ima je dao beogradski industrijalac, Miloš Jaćimović (1858. – 1940.), Kalmici su izgradili budistički hram, koji je završen 1929. godine. Svečano osvećenje hrama, prvog i jedinog takve vrste u Europi, obavljeno je 12. prosinca 1929. godine. Ceremoniju osvećenja novog hrama su obavili bakša Namđal Nimbušev, duhovni vođa Kalmika u izgnanstvu, koji je za tu svečanu priliku doputovao iz Pariza i bakša beogradski Umaljdinova, uz asistenciju dvojice svećenika. Beograd može da bude ponosan... pisao je 1939. godine u Beogradskim općinskim novinama dr. Stevan Popović, dobar poznavatelj Kalmika. Ubrzo po izgradnji, hram je postao obilježje Beograda i jedna od njegovih znamenitosti. U Vodiču kroz Beograd objavljenom 1930. godine nailazi se na odrednicu o hramu, a godinu dana kasnije ulica u kojoj se hram nalazio dobiva novo ime: Budistička ulica (danas Budvanska). Kada je dom sagrađen i počeo da funkcionira, ubrzo potom osnovan je i Budističko duhovno vijeće koji je bio spona među svim mjesnim Kalmicima. Prilikom proslava većih budističkih blagdana dolazili su i Kalmici iz drugih dijelova Srbije. Ubrzo su uspostavljene veze za engleskim društvom Maha Bodhi Society i drugim sličnim organizacijama i udrugama. U hramu su držani sati kalmičkog jezika i budističkog vjeronauka. Kalmička princeza Nirdžidma Torgutska je posjetila beogradski hram 20. rujna 1933. godine. Beogradskom hramu su i dalje nedostajali mnogi bogoslužbeni predmeti koje nije bilo moguće nabaviti u Europi, pa je preko poslanika Japana u Bukureštu iz Tokija stigao veliki bronzani kip Bude, čije je osvećenje izvršeno 25. ožujka 1934. godine. Pola godine po osvećenju Budine statue, beogradski budisti su održali pomen kralju Aleksandru, ubijenom u atentatu prilikom zvanične posjete Francuskoj. Godine 1935. je poduzeta rekonstrukcija hrama, čime je objekt proširen za još 38 četvortnih metara. Nakon nekog vremena, i gradske vlasti su počele novčano da pomažu svećenstvo. Proslava desetogodišnjice izgradnje hrama održana je 23. studenog 1939. godine. Novčana pomoć gradske vlade im je ukinuta 1942. godine kao licima nesrpske nacionalnosti.
U borbama za oslobođenje Beograda (12 – 16. listopada 1944.) koje su se vodile u neposrednoj blizini, djelomično je porušen gornji dio kalmičkog hrama. Beogradska kolonija Kalmika je prestala da postoji 1944. godine kada su njeni članovi izbjegli u Njemačku, a kasnije u SAD. Nakon rata, nove vlasti su smatrale da je beogradski budistički hram izgubio razlog za postojanje, jer je ostao bez vjernika i bez relikvija, pa su 1950. srušili kupolu hrama a prizemlje pretvorili u dom kulture. Kasnije je u toj zgradi prostorije imao Socijalistički savez radnog naroda. Na kraju je zgradu preuzela radna organizacija Budućnost koja je hram porušila, a na njegovim temeljima podigla dvokatnu zgradu u koju je uselila svoj servis Hlađenje.
Danas u Beogradu više ne postoji kalmička zajednica niti budistički hram.

## Vanjske povezice
- Kalmički hram u Beogradu (izložba)